# دینا آلیا لوینسون
دینا آلیا لوینسون (به انگلیسی: Dana Aliya Levinson) (زاده ۱۹۹۲) نویسنده و بازیگر آمریکایی است.
او یک زن ترنس است.